# Călățele, Cluj
Călățele este satul de reședință al comunei cu același nume din județul Cluj, Transilvania, România.

## Imagini

Comuna Călăţele și satele componente
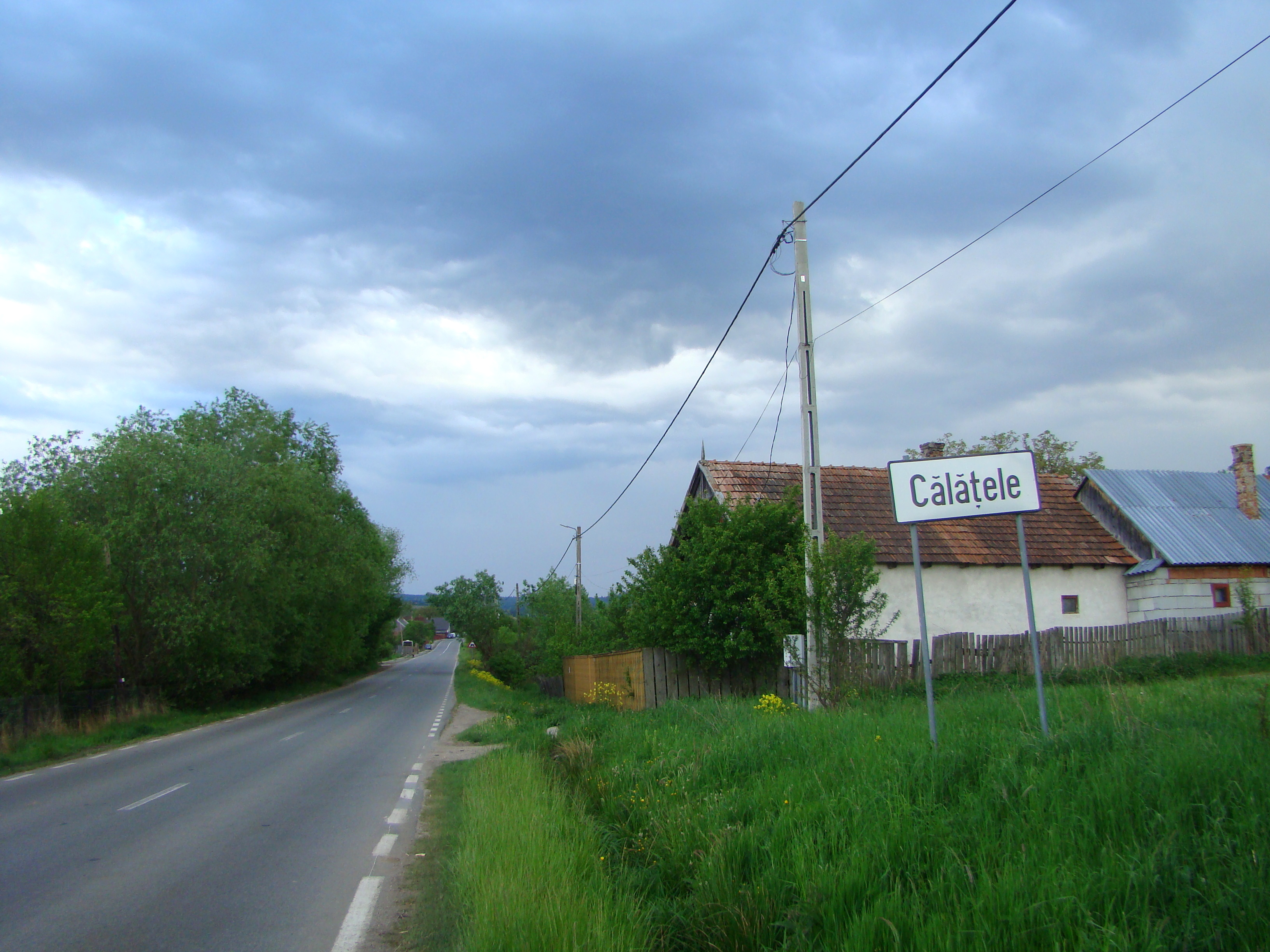
Intrarea în localitate
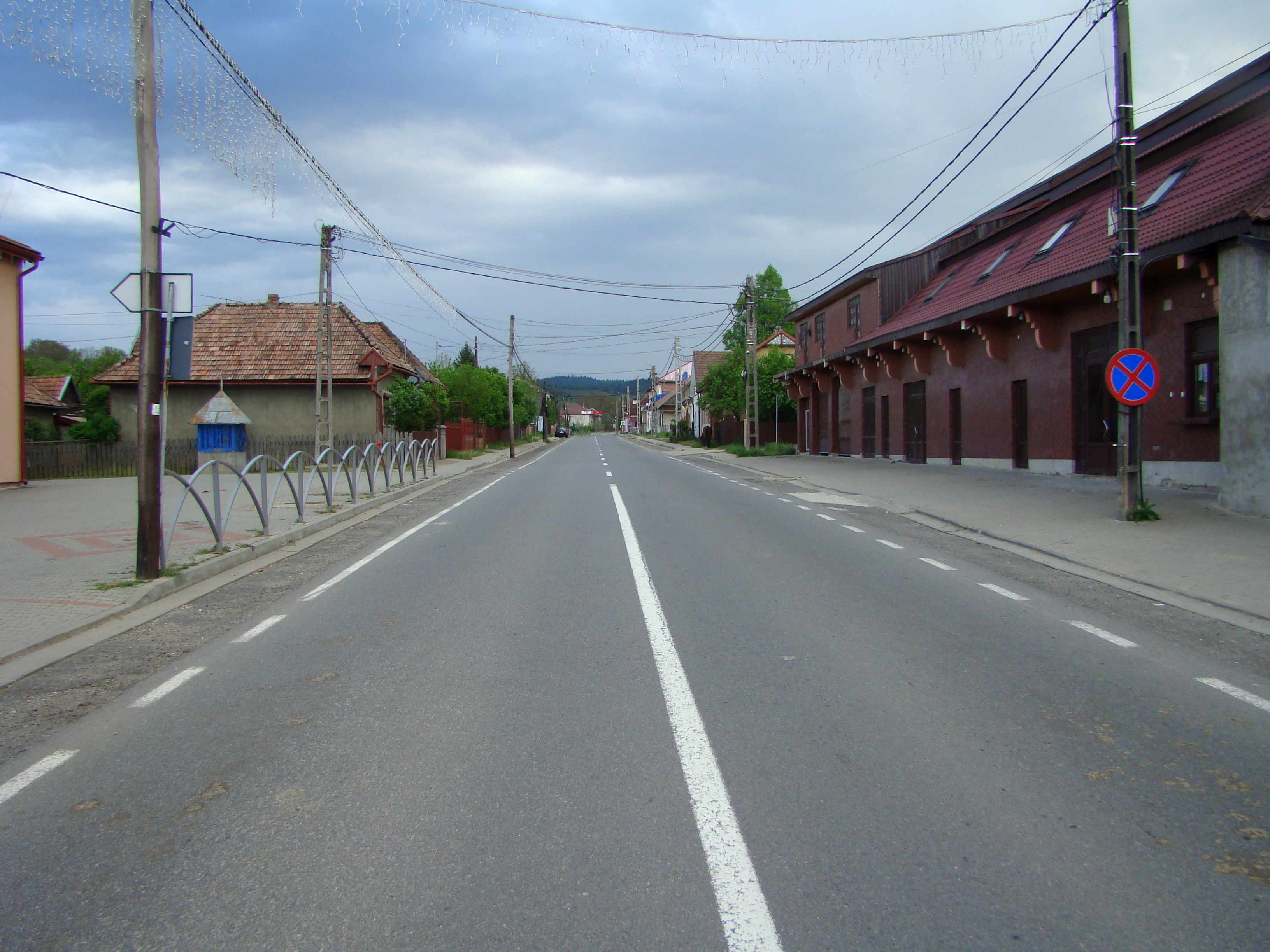
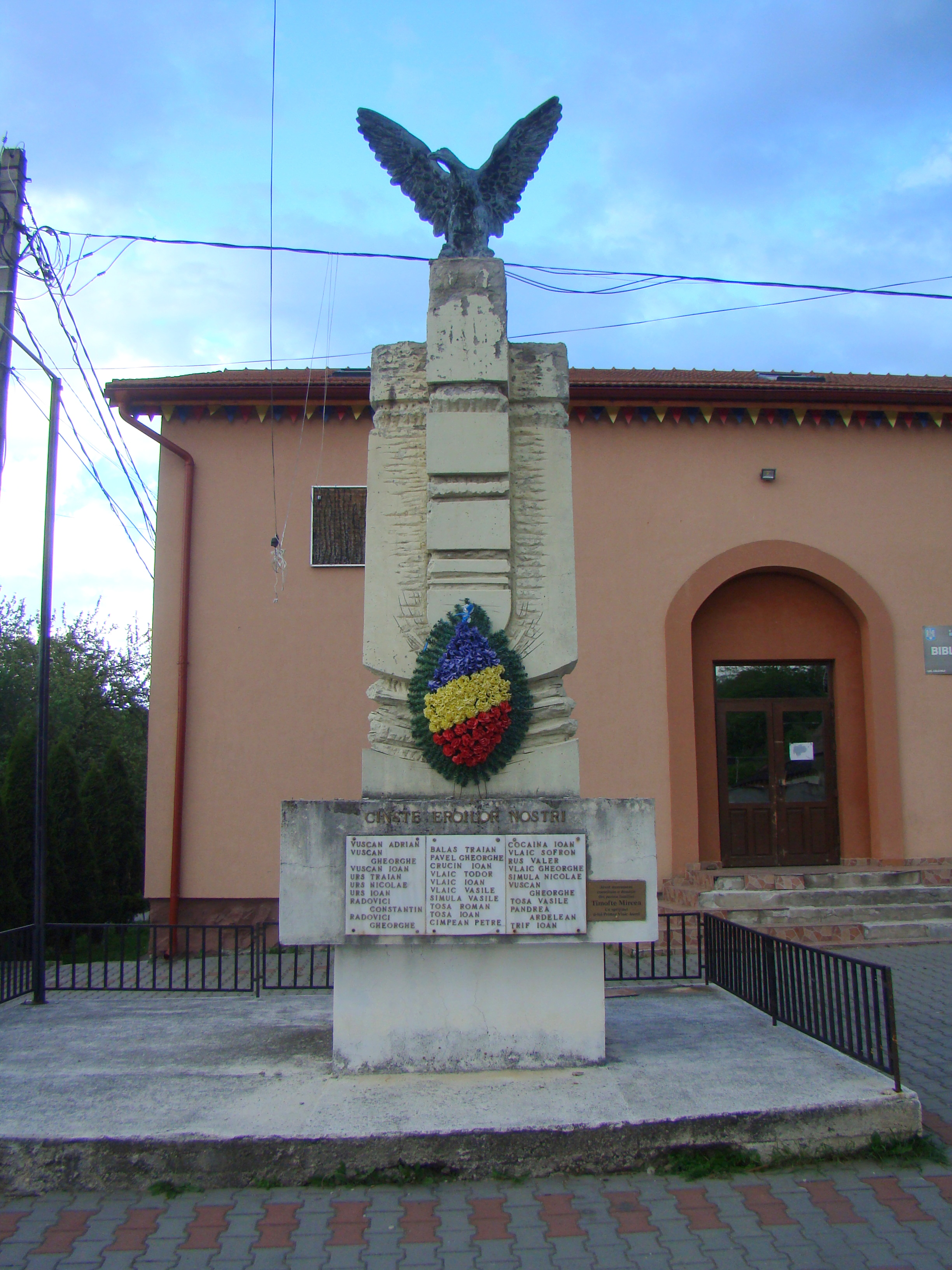
Monumentul eroilor din Călățele
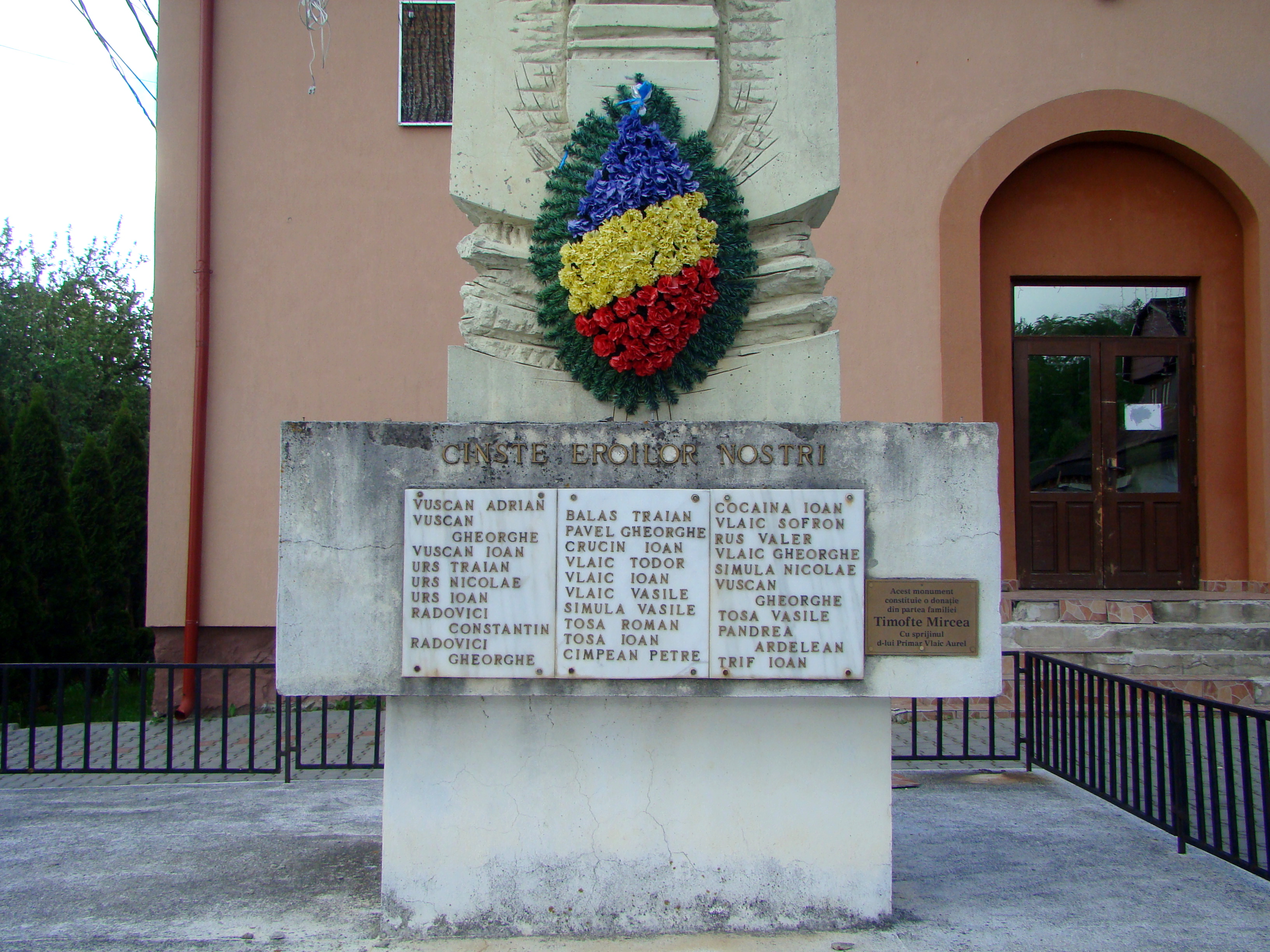
Monumentul eroilor din Călățele
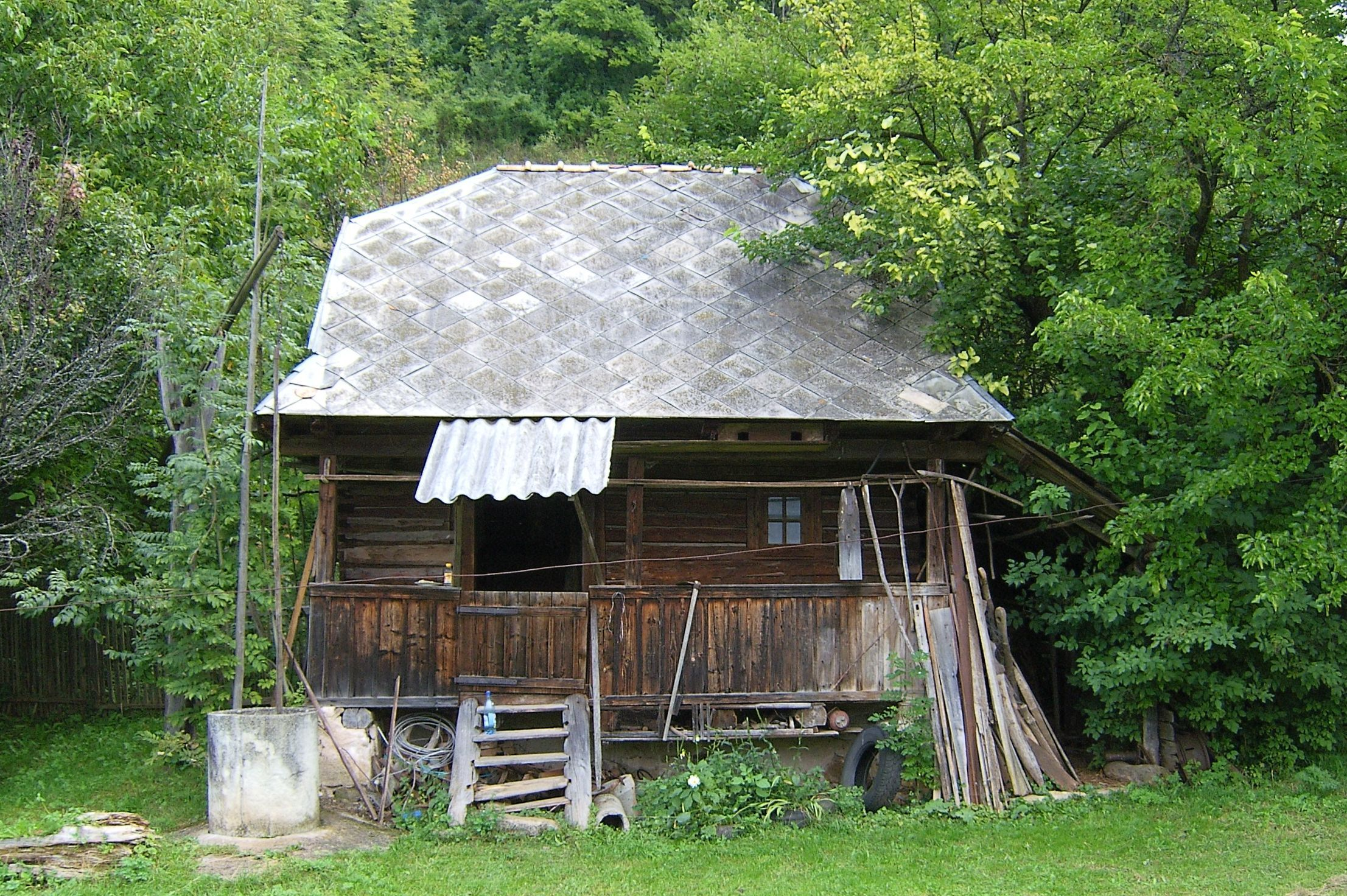
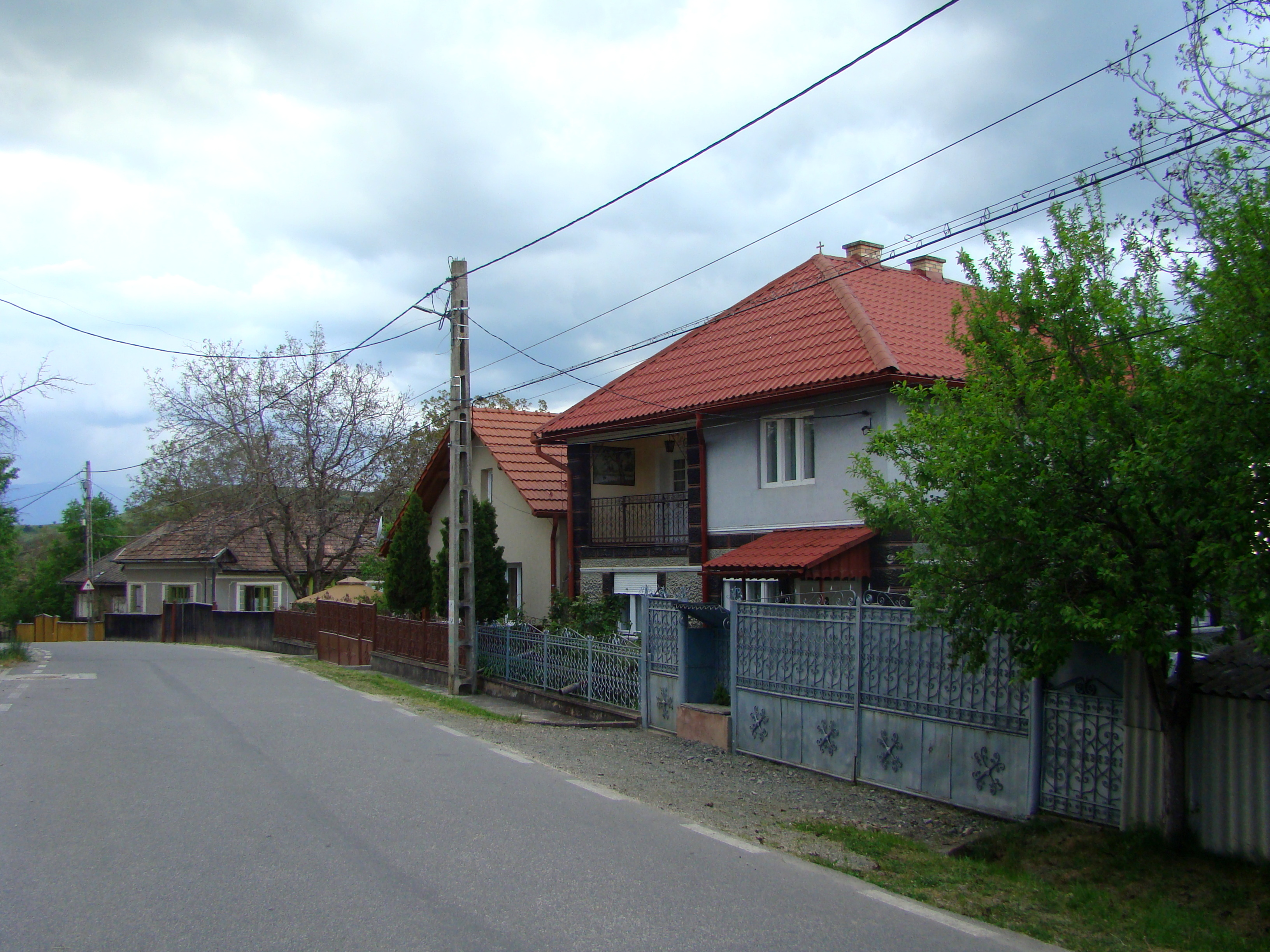
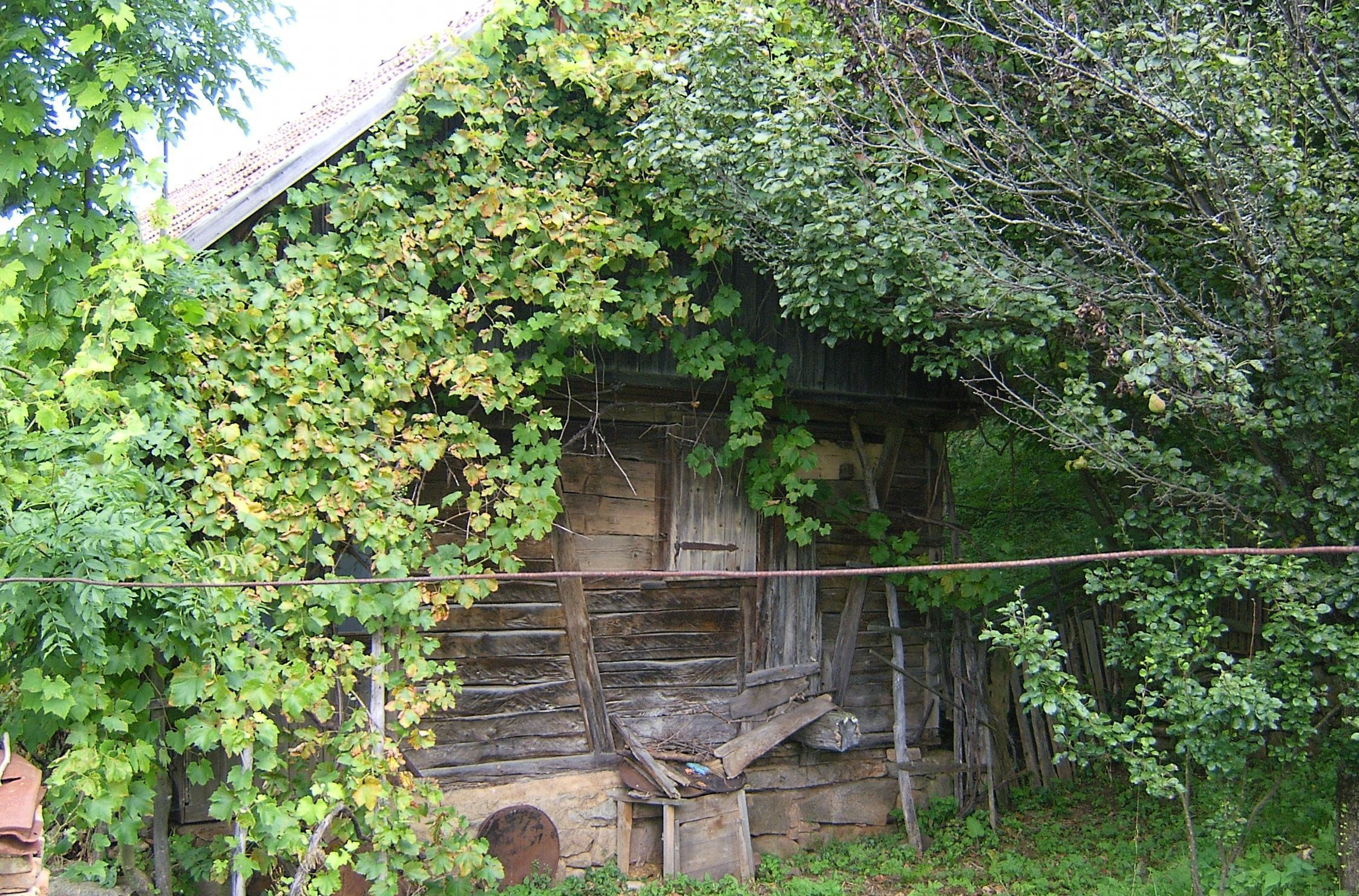
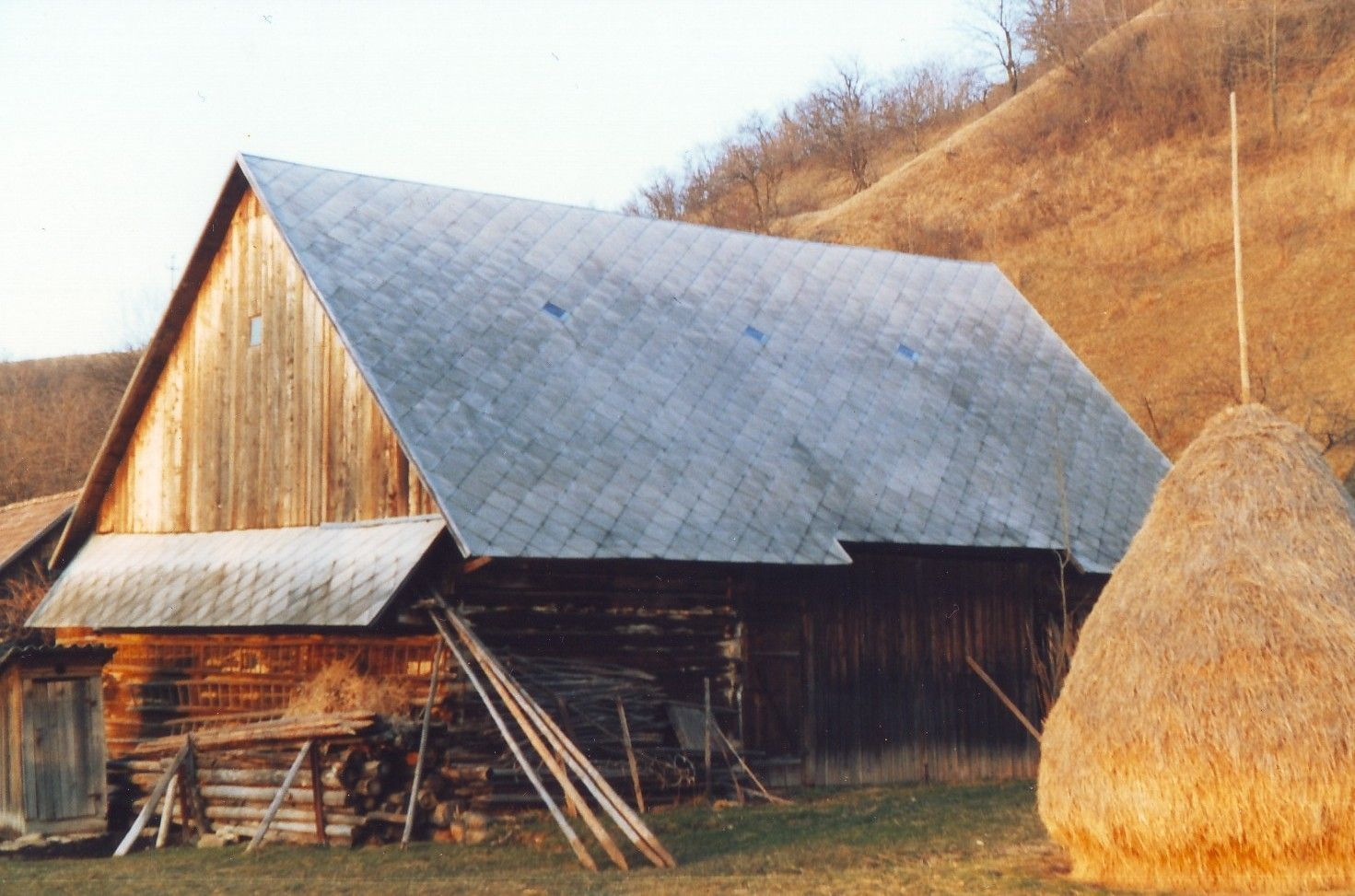
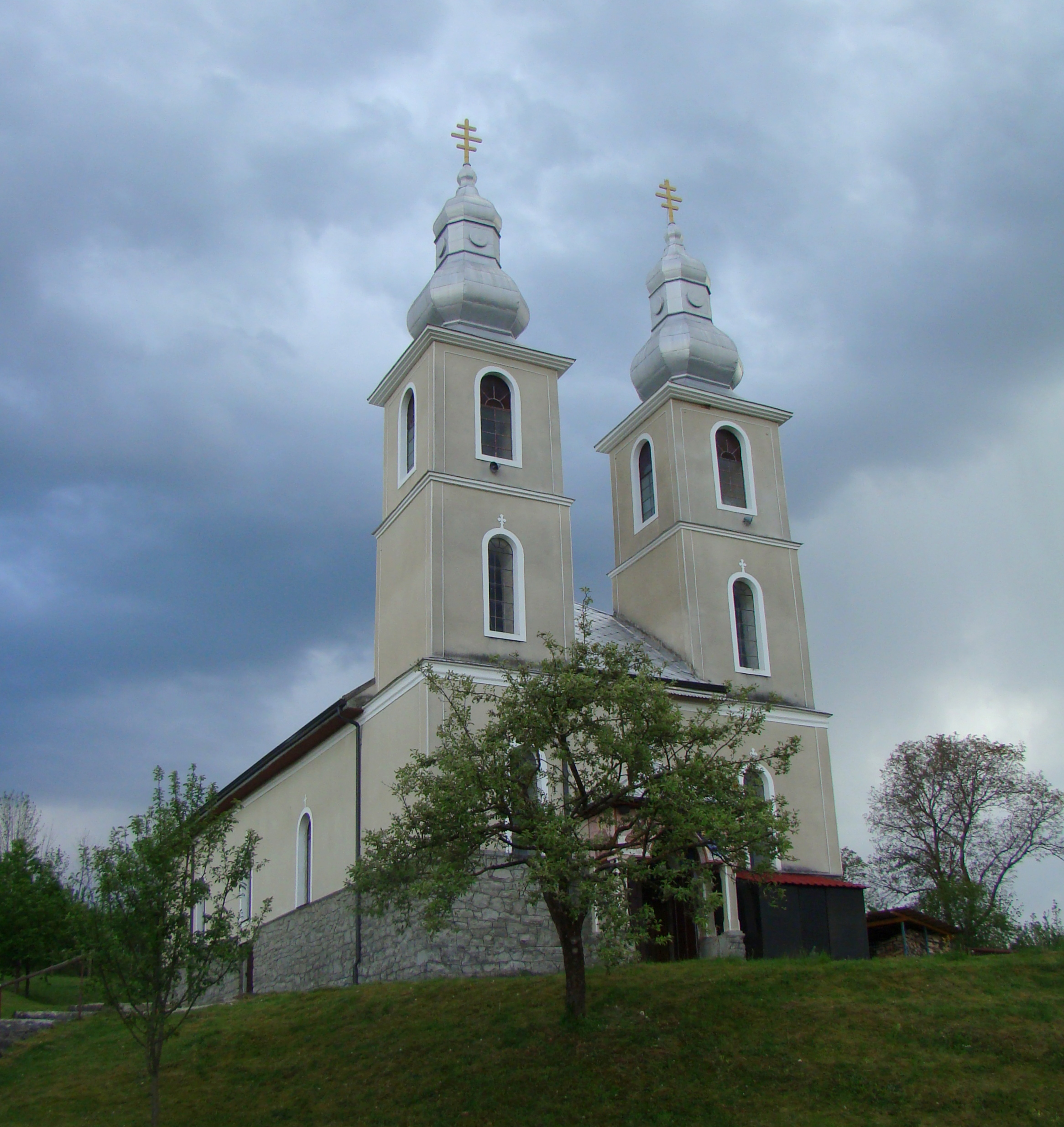
Biserica ortodoxă (1934)
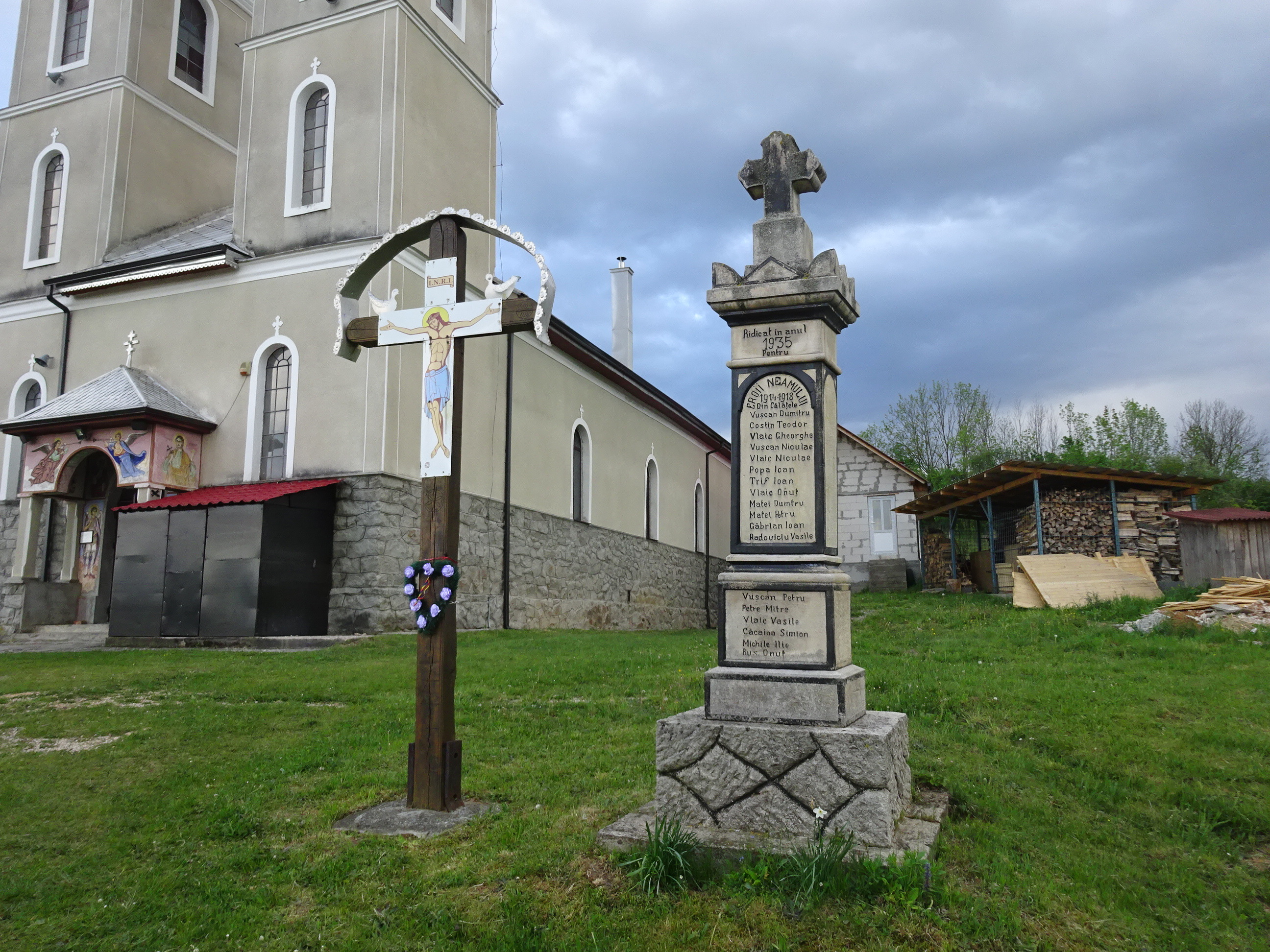
Troița și monumentul eroilor din Primul Război Mondial
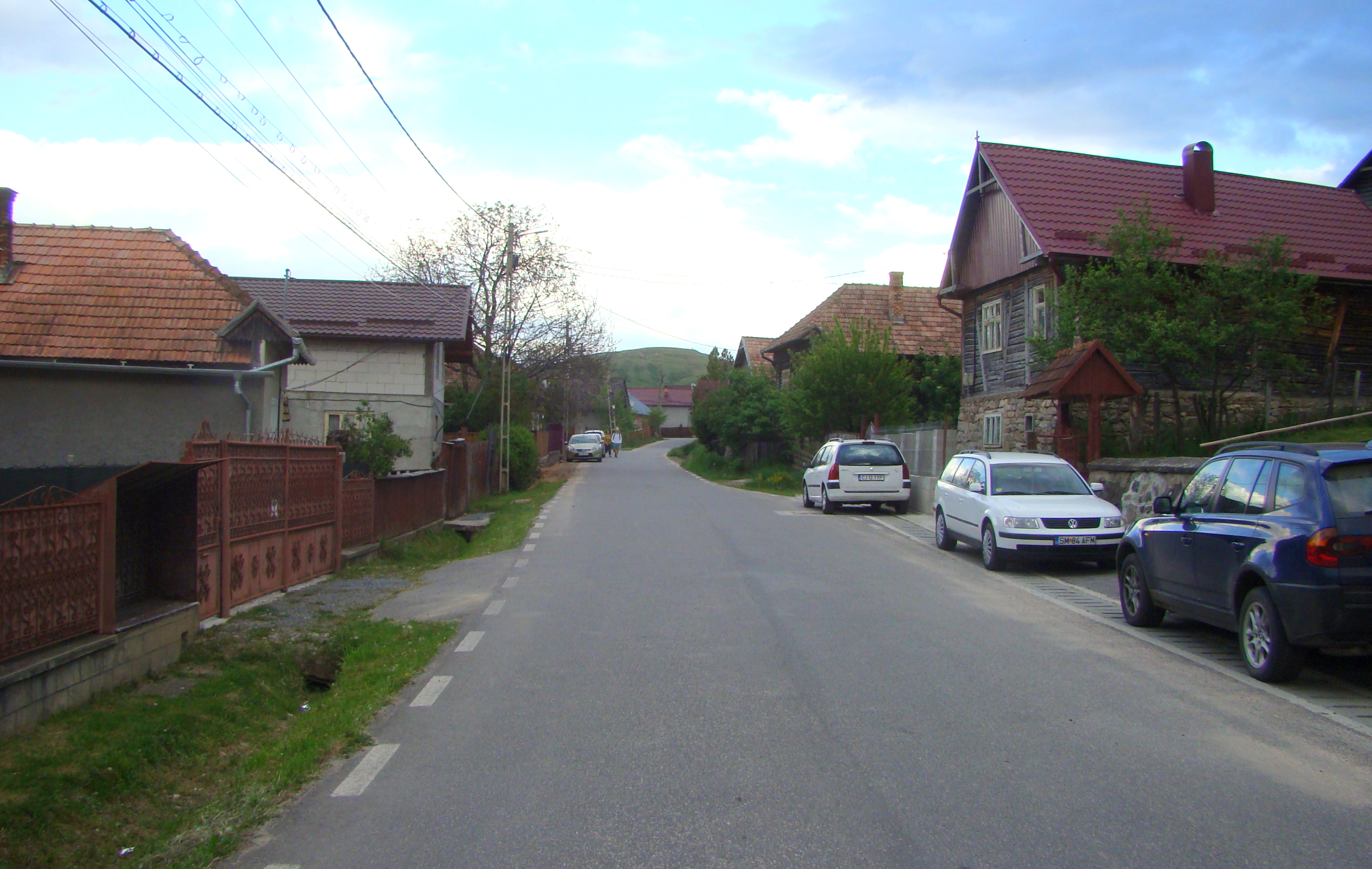
Ieșirea spre Finciu